# William McGonagall
William Topaz McGonagall (marzo de 1825 - 29 de septiembre de 1902) fue un tejedor, poeta y actor británico. Ganó notoriedad por ser un poeta muy malo, al que no le preocupaban las opiniones de sus compañeros acerca de su trabajo. Escribió alrededor de 200 poemas, incluyendo el infame "Tay Bridge Disaster", ampliamente considerados como algunos de los peores en la historia británica. 
Diferentes grupos de toda Escocia lo contrataban para hacer recitaciones de sus obras; las descripciones contemporáneas de estas performances indican que muchos de estos oyentes apreciaban la habilidad de McGonagall como un personaje cómico de music hall, y como tal, su lectura puede ser considerada una forma de arte escénico. Las colecciones de sus versos continúan siendo populares, con varios volúmenes disponibles en la actualidad.
McGonagall ha sido aclamado como el peor poeta de la historia británica. Principalmente, se le critica que era sordo a la metáfora poética y que no era capaz de aplicar correctamente la métrica. Aparentemente su única comprensión de la poesía era su creencia de que los versos necesitaban rimar. La fama de McGonagall proviene de los efectos humorísticos que generaban estas deficiencias en su trabajo. Los ritmos inapropiados, el vocabulario débil y las imágenes metafóricas fuera de lugar se combinaban para hacer de su trabajo una de las poesías cómicas más divertida de forma espontánea en inglés.
Sin embargo, formó parte de una larga tradición de versos escritos y publicados sobre grandes acontecimientos y tragedias, que recibían una amplia difusión entre la población local a modo de pregones. En una época antes de la radio y la televisión, su voz era una forma de comunicar noticias importantes a un público ávido.

## Vida y poesía
Nació en Greyfriars Parish, en Edimburgo, hijo de padres irlandeses, y aunque también falleció en esta ciudad, se lo vincula casi exclusivamente con la localidad de Dundee.
Más tarde, McGonagall se mudó al norte, y fue aprendiz de tejedor de telas manuales en Dundee, después de seguir los pasos de su padre. En 1846, se casó con Jean King y juntos criaron a cinco hijos y dos hijas.
A pesar de que la revolución industrial lentamente tornó a los tejedores obsoletos, McGonagall pareció prosperar ya que no había todavía necesidad de trabajadores cualificados para realizar tareas de gran complejidad.
A pesar de que aún estaba por mostrar el resultado de una ambición por la poesía, sí demostró entusiasmo por la actuación, aunque el teatro dónde él se presentaba, el teatro Mr. Giles, le permitió realizar un papel en Macbeth sólo sí él pagaba por el privilegio de antemano.
Su cautela resultó infundada, mientras el teatro se llenaba con amigos y compañeros de trabajo, ansiosos de ver lo que habían predicho correctamente que iba a ser un "desastre divertido". Aunque la obra tendría que haber terminado con la muerte de Macbeth en las manos de Macduff, McGonagall creyó que el actor interpretando a Macduff estaba tratando de eclipsarlo, por lo que se negó a morir.
En la década de 1870, McGonagall y su familia pasaban momentos difíciles. Cada vez se hacía más dificultoso encontrar trabajo de tejedor y su hija mayor, Margaret, deshonró a la familia teniendo un hijo ilegítimo. Fue entonces que se produjo un evento que cambió su vida. McGonagall escribió:
El incidente más sorprendente de mi vida fue el momento que me descubrí a mí mismo como poeta, que fue en el año de 1877.
McGonagall afirma haber sido repentinamente inspirado a convertirse en poeta un día cuando "parecía sentir una extraña sensación sobre él, y permaneció así durante unos cinco minutos. Una llama, como dijo Lord Byron, parecía encender todo su cuadro, junto con un fuerte deseo de escribir poesía". Escribió su primer poema, "An Address to the Rev. George Gilfillan", el cual poseía las señas que caracterizarían su obra posterior. Gilfillan comentó: "Shakespeare nunca escribió algo como esto".
McGonagall pronto se dio cuenta de que si quería prosperar como un poeta, requeriría de un patrocinador. Ambicioso, le escribió a la Reina Victoria.
Como era de esperar, recibió una carta de rechazo, escrita por un funcionario real dándole las gracias por su interés. Sin embargo, en lugar de estar decepcionado, McGonagall tomó esto como una buena opinión de su trabajo. Durante un viaje a Dunfermline en 1879 alguien se burló de él, diciéndole que su poesía era muy mala, a lo que McGonagall le respondió que "era tan mala que Su Majestad le había agradecido [a McGonagall] por lo que él había condenado."
La carta le dio confianza a McGonagall en su "capacidad poética", y sintió que su reputación con la Reina Victoria podría mejorarse aún más si pudiera darle una interpretación en vivo de su trabajo.
Así es que en julio de 1878 se dirigió desde Dundee a Balmoral, a unos 60 kilómetros, viajando sobre terreno montañoso y en medio de una tormenta violenta, "calado hasta los huesos", para presentarse ante la Reina Victoria. Cuando llegó, se anunció a sí mismo como "El Poeta de la Reina". Los guardias le informaron secamente: "¡Tú no eres el poeta de la Reina! ¡Alfred Tennyson es el poeta de la Reina!" (Alfred Tennyson era, en ese momento, un poeta laureado).
McGonagall presentó la carta, pero le negaron la entrada y tuvo que regresar a su casa. Sin inmutarse, siguió escribiendo poesía, e informó de los acontecimientos a los diarios, ganándose un reconocimiento menor.
A lo largo de su vida, McGonagall realizó una campaña vigorosa contra el consumo excesivo de alcohol, apareciendo en pubs y bares para pronunciar edificantes poemas y discursos.
Estos eran muy populares, ya que las personas de Dundee reconocían que McGonagall era "tan malo que se convirtió involuntariamente en un genio". Sin embargo, a menudo se encontraba con la ira de los publicanos, y en una ocasión le tiraron una lluvia de guisantes por recitar un poema sobre los males de "las bebidas fuertes".
McGonagall constantemente luchaba con problemas de dinero, aunque consiguió algunas ganancias vendiendo sus poemas en las calles, o recitándolos en salas, teatros y bares. Cuando estaba en períodos de inseguridad económica, sus amigos lo apoyaban con donaciones. En 1880, se embarcó a Londres en busca de fortuna, y en 1887 fue hasta Nueva York. En ambos casos, regresó sin éxito.
Sin embargo, pronto encontró un trabajo lucrativo mostrando su poesía en un circo local. Él leía sus poemas mientras que la audiencia le tiraba huevos, harina, arenque, patatas y pan duro. Por esto, recibía quince chelines por noche. McGonagall parecía feliz con este arreglo, pero los eventos se volvieron tan ruidosos que los magistrados de la ciudad se vieron obligados a ponerles una prohibición. Ante esto, McGonagall se enfureció y escribió un poema en respuesta, titulado Lines in Protest to the Dundee Magistrates:
Conciudadanos de Bonnie Dundee
¿Sois conscientes de cómo los magistrados me han tratado?
No, no miren o hagan escándalos
Cuando les digo que me han boicoteado la aparición en el Circo Real,
Que en mi opinión es una gran vergüenza,
Y una deshonra para el nombre de la ciudad (...)
A lo largo de su vida, McGonagall parecía ajeno a la opinión general de sus poemas, incluso cuando su audiencia le arrojaba huevos y verduras. Es posible que fuera más astuto de lo que se le da crédito, y que jugara con la percepción que la audiencia tenía de él, convirtiendo sus recitaciones en una nueva forma de arte.
En 1890, McGonagall se encontraba de nuevo en una mala situación financiera. Para ayudarlo, sus amigos financiaron la publicación de una colección de sus trabajos, Poetic Gems. Los ingresos ayudaron a McGonagall con suficiente dinero para vivir por un tiempo. Sin embargo, en 1893, se estaba poniendo molesto por sus malos tratos en las calles y escribió un poema enfadado, amenazando con irse de Dundee. Un diario dijo en broma que probablemente se quedaría durante un año una vez que se diera cuenta "que Dundee rima con 1893". A pesar de tratar de escribir en prosa y realizar anotaciones para empresas locales por un corto tiempo, en 1894 él y su esposa se vieron obligados a trasladarse a Perth.
Poco después, recibió una carta que pretendía ser de los representantes del rey Thibau de Birmania. En ella, se le informaba que el Rey le había nombrado caballero con el nombre de Sir Topaz, Caballero del Elefante Blanco de Birmania.
A pesar de que se trataba de una broma bastante transparente, McGonagall comenzó a publicitarse a sí mismo como "Sir William Topaz McGonagall, Caballero del Elefante Blanco de Birmania" por el resto de su vida.
En 1895, McGonagall y su esposa se mudaron otra vez, esta vez a Edimburgo. Allí, McGonagall tuvo un cierto éxito, llegando a ser una "figura de culto" en gran demanda.
Sin embargo, esto no duró mucho y en 1900 se convirtió en un indigente, estando ya viejo y enfermo. A pesar de que estaba demasiado débil para caminar por las calles vendiendo sus poemas, las donaciones de sus amigos, como siempre, lo mantuvieron a flote.
Murió en la ruina en 1902, y fue enterrado en una tumba sin nombre en el Cementerio Greyfriars en Edimburgo. Una tumba de losa instalada en su memoria en 1999 inscribe:
William McGonagall
Poeta y Trágico
"Yo soy su graciosa Majestad
siempre fiel a Ti,
William McGonagall, el pobre Poeta,
Que vive en Dundee."
Además, una placa sobre la calle 5 Soutt College Street en Edimburgo muestra una imagen de McGonagall, que lleva la inscripción:
William McGonagall
Poeta y Trágico
Murió Aquí
29 de septiembre de 1902

## Tragedia de Tay Bridge

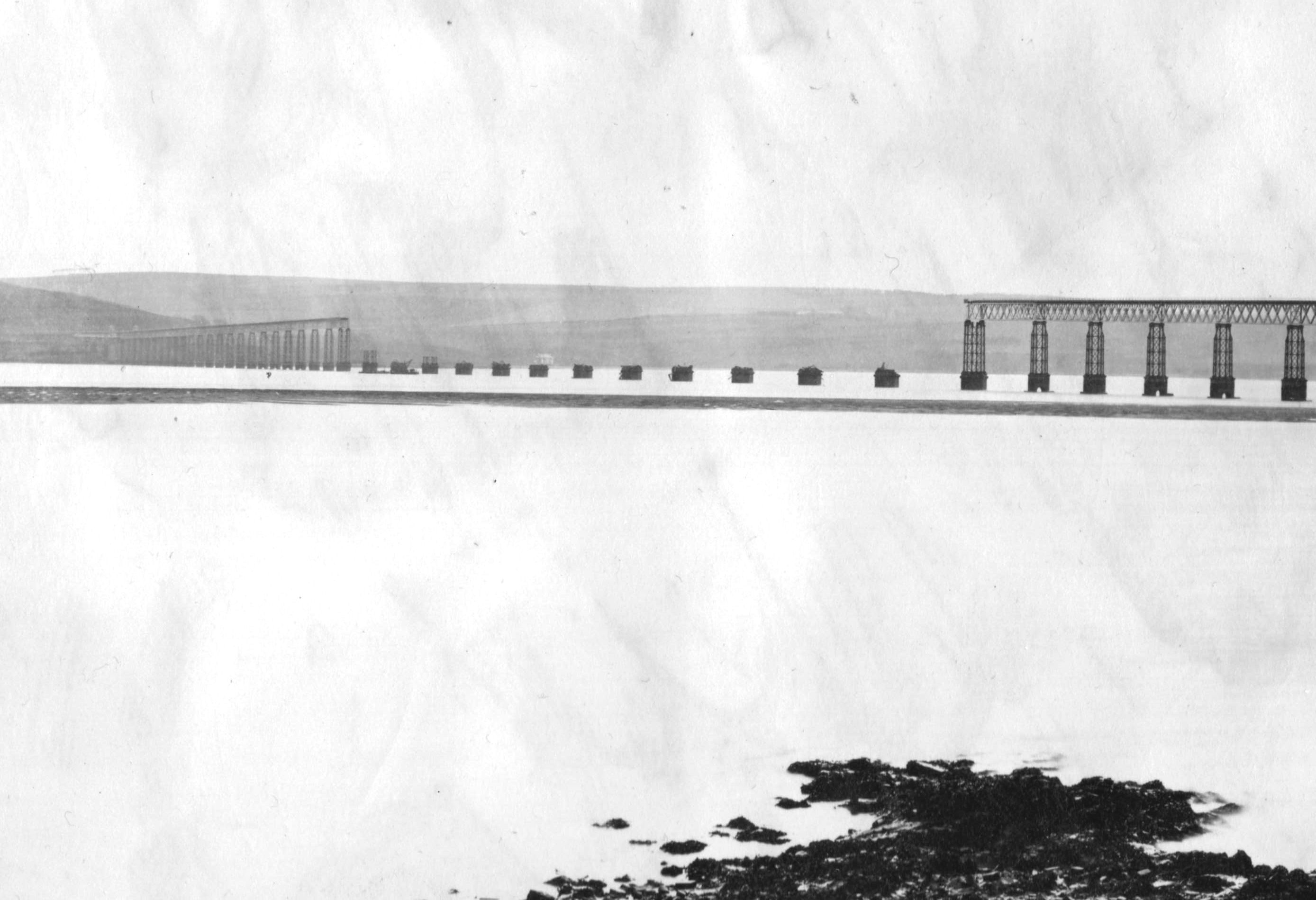
El Tay Bridge desplomado, visto desde el norte.

De los aproximadamente 200 poemas que escribió, el más famoso es probablemente "The Tay Bridge Disaster", el cual relata los acontecimientos de la noche del 28 de diciembre de 1879, cuando, durante un fuerte temporal, el puente Tay Rail cerca de Dundee se derrumbó mientras un tren pasaba por él.
En un comentario, se señaló que "un poeta menor (hay que señalar que el poeta alemán Theodor Fontane escribió un poema sobre este evento también) hubiera pensado que sería una buena idea escribir un poema sobre la tragedia del puente Tay. Un poeta menor habría pensado en transmitir la conmoción de la gente de Dundee. Pero solo un verdadero maestro puede llegar a una copla como":
Y los llantos resonaron por todo el pueblo
¡Dios mío! El Puente Tay se ha derribado.
McGonagall había escrito anteriormente un poema en alabanza al puente, "The Railway Bridge of the Silvery Tay", que en una parte decía: "Con tus numerosos arcos y pilares en orden tan grande". Una vez que el reemplazo del puente se hubo construido, sin la menor sensación de ironía, procedió a componer una oda a la construcción de la nueva obra: "An Address to the New Tay Bridge".

## Lista de poemas
Los poemas de McGonagall fueron publicados por sus amigos, en una serie de libros titulados Poetic Gems. En la era moderna, la serie entera se reprodujo en una sola colección llamada The Complete McGonagall. Hay que tener en cuenta que los libros Poetic Gems están listados en orden cronológico, y el tiempo en que el poema fue publicado a menudo no tiene nada que ver con cuándo fue escrito; por ejemplo, "Address to the Rev. George Gilfillan" y "Requisition to the Queen" aparecen entre los primeros poemas de McGonagall, sin embargo aparecen en More Poetic Gems y Last Poetic Gems.

### Poetic Gems
- Ode to the Queen on her Jubilee Year; una celebración del jubileo de la Reina Victoria.
- Death of Lord and Lady Dalhousie: se refiere a la muerte de James Broun-Ramsay, de Dalhousie, y su esposa.

¡Ay! El Señor y la Señora Dalhousie están muertos, enterrados en el pasado,
Lo que hace que muchas personas se sientan un poco abatidas.
- Death of Prince Leopold: se refiere a la muerte del Príncipe Leopoldo, duque de Albany.
- Funeral of the German Emperor: se refiere a la muerte de Guillermo I, emperador alemán.
- The Famous Tay Whale.
- The Battle of Tel-El-Kebir: una celebración de la victoria británica contra el ejército de Egipto en la Batalla de Tel el-Kebir.
- The Railway Bridge of the Silvery Tay: una descripción del viejo puente Tay.
- The Newport Railway: una descripción de la vía férrea que atraviesa el Puente Tay.
- Address to the New Tay Bridge: una descripción de la reconstrucción del puente Tay, luego de la catástrofe del puente.

Hermoso puente ferrocarril del plateado Tay,
Con tus hermosas caras a lo largo de tu tren
- The Tay Bridge Disaster
- The Late Sir John Ogilvy: en alabanza al señor John Ogilvy, barón de Dundee.

Él era un benefactor público de muchas maneras,
Especialmente en erigir un asilo para niños imbéciles para pasar sus días.
- The Rattling Boy from Dublin: una canción en forma de verso/estribillo.
- Burial of the Rev. George Gilfillan.
- The Battle of El-Teb: una narrativa de la segunda de las Batallas de Abu Klea, en la que George Graham derrotó al ejército egipcio.

Vosotros hijos de Gran Bretaña, creo que no hay vergüenza
¡En escribir en la alabanza del valiente General Graham!
A nombre de quién le entregó a la posteridad sin ningún tipo de estigma,
Porque, en la batalla de El-Teb, él derrotó a Osma Digna.
- The Battle of Abu Klea: una narrativa de la victoria británica contra los sudaneses.
- A Christmas Carol: también en forma de verso/estribillo.
- The Christmas Goose: un poema satírico sobre un caballero rico reclamando un ganso robado de un pobre muchacho.

No importa como los pobres van vestidos,
O sí se mueren de hambre en las casas,
Beberemos nuestro vino, y comeremos nuestra gallina,
Sí, y lo haremos hasta los huesos.
- An Autumn Reverie: una descripción del otoño, con más referencias a la situación de los pobres.
- Wreck of the Steamer London while on her way to Australia: narrativo del hundimiento del SS Londo (1864) en el Golfo de Vizcaya.
- Wreck of the Thomas Dryden in Pentland Firth: una narrativa de los restos de Thomas Dryden.
- Attempted Assassination of the Queen: un poema en gracias por el fracaso del intento de Roderick McLean en asesinar a la reina Victoria.
- Saving a Train: una narrativa del esfuerzo abnegado de Carl Springel para detener un tren antes de llegar a un puente roto.
- The Moon.
- The Beautiful Sun.
- Grace Darling, or the Wreck of the Forfarshire: una narrativa de los restos del barco SS Forfarshire y del rescate de Grace Darling de varios sobrevivientes del naufragio.

### More Poetic Gems
- The Destroying Angel, or The Poet's Dream: un relato de ficción en la que un ángel quema todos los bares en Dundee, trayendo templanza.
- Lines in defence of the stage: la defensa de McGonagall del teatro en contra de las objeciones clericales.
- Calamity in London: Family of Ten burned to death: relato de un incendio en la calle Dixie, en Bethnal Green, Londres.
- The Black Watch Memorial: en alabanza de un monumento a Black Watch.
- Lost on the Prairie: una historia de un grupo de obreros que se pierden en la nieve en una pradera de Estados Unidos y son rescatados por un caballo llamado Old Jack.
- The Irish Convict's Return: un poema escrito en primera persona desde el punto de vista de un convicto irlandés que vuelve a Irlanda después de haber sido transportado a Australia. No se da ningún nombre.
- Address to the Rev. George Gilfillan.
- Address to Shakespeare.
- The Fair Maid of Perth's House: una descripción de la criada de la casa de Perth, en Curfew Row, Perth, Escocia.
- The Queen's Diamond Jubilee Celebrations: una descripción de la celebración del jubileo de la Reina Victoria.
- Ode to the Queen.
- Death of the Queen: sobre la muerte de la Reina Victoria.
- A Humble Heroine: relato de la acción de Agnes Harkness, quien buscó desesperadamente agua a los soldados en el sitio. El poema se refiere a ella como "Señora Reston" por su marido soldado, James Reston.
- Nora, the Maid of Killarney: una canción ficticia, notable como uno de los tres poemas que se publicaron originalmente en el Museo Nacional de Escocia. La autoría original dice: "Una nueva canción por Sir William Topaz McGonagall, Caballero del Elefante Blanco de Birmania."
- The Bonnie Lass O'Dundee.
- The Little Match Girl.
- A Tale of Elsinore.
- The Bonnie Sidlaw Hills: uno de una larga serie de poemas en alabanza de varios lugares de Escocia, casi todos dirigidos a "los amantes de lo pintoresco" o a mujeres anónimas, en este caso, "Bonnie Clara".
- Bonnie Callander.
- Bonnie Kilmany.
- Bonnie Montrose.
- Beautiful Comrie
- Beautiful North Berwick.
- Beautiful Crieff: para "amantes de lo pintoresco".
- Beautiful Balmoral: también para "amantes de lo pintoresco".
- The Beautiful Village of Penicuik.
- Beautiful Nairn.

Todos los turistas que desean estar lejos
Desde la ciudad llena de gente para pasar unas vacaciones breves;
La ciudad de Nairn merece visitarse, yo confieso,
Y está a sólo unos quince kilómetros de Inverness.
- Beautiful Torquay: también para "amantes de lo pintoresco"
- The Ancient town of Leith.
- The City of Perth.
- Bonnie Dundee in 1878.
- Loch Ness.
- The Silvery Tay.
- The Den O' Fowlis.
- Inauguration of the Hill O'Balgay.
- Little Popeet: The Lost Child: historia de un niño perdido en Francia.
- The Bonnie Lass of Ruily.
- Mary, the Maid O' The Tay. In traditional Scots.

### Still More Poetic Gems
- Adventure in the Life of King James V of Scotland: relato de "Gudeman of Ballengeich",[22] en que el Rey Jacobo V es atacado mientras viajaba de encubierto y es ayudado por un esclavo llamado John Howieson, a quien más tarde le da recompensa.

En una ocasión, el Rey Jacobo V de Escocia, cuando está solo, disfrazado
Cerca del puente de Cramond se encontró con más bien una desagradable sorpresa.
- The Clepington Catastrophe: descripción de un incendio en una tienda en Clepington, en las afueras de Dundee.
- The Rebel Surprise near Tamai: relato de una emboscada tendida por las fuerzas árabes en contra de una unidad británica al mando del "General M'Neill".
- The battle of Cressy: relato de la victoria británica contra Francia en la Batalla de Crécy.
- Wreck of the Barque "Wm. Paterson" de Liverpool.
- Sorrows of the Blind.
- General Gorden, the Hero of Khartoum.
- Burning of the Exeter Theatre.
- John Rouat the Fisherman.
- Hanchen, the Maid of the Mill.
- Wreck of the Schooner "Samuel Crawford".
- Wreck of the Whaler "Oscar".
- Jurry Carrister, the Heroine of Lucknow Mine.
- The Horrors of Majuba.
- Miraculous Escape of Robert Allan, the Fireman.
- Collision in the English Channel.
- The Battle of Shina, in Africa, fought in 1800.
- Beautiful Edinburgh.
- Women's Suffrage.
- Lord Robert's Triumphal Entry into Pretoria.
- Tribute to Mr J. Graham Henderson, the World's Fair Judge.
- Wreck of the Columbine.
- Balmoral Castle.
- A New Temperance Poem, in Memory of my Departed parents, who were Sober Living & God Fearing People.

### Yet More Poetic Gems
- Summary History of Sir William Wallace.
- The Heatherblend Club Banquet.
- Lines in Praise of Tommy Atkins; se refiere a Tommy Atkins, no una persona real, sino el nombre genérico de un soldado británico.
- The Relief of Mafeking.
- The Battle of Glencoe.
- The Capture of Havana.
- The Battle of Waterloo.
- The Albion Battleship Calamity.
- An All Night Sea Fight: se refiere a la captura del HMS Pique (1795) por la Marina británica.
- Wreck of the Steamer "Stella".
- Wreck of the Steamer "Storm Queen".
- Wreck of the "Abercrombie Robinson".
- Loss of the "Victoria".
- Burning of the Ship "Kent".
- Wreck of the "Indian Chief".
- Death of Captain Ward.
- Disastrous Fire at Scarborough.
- Burial of Mr Gladstone, the Political Hero.
- Death of the Rev. Dr. Wilson.
- Captain Teach alias Black Beard: breve relato de la vida y derrota de Barbanegra.

Barba Negra deriva su nombre de la barba negra y larga,
Que aterrorizó a Estados Unidos más que cualquier otro cometa que había aparecido nunca.
- Ode to the King. Para Eduardo VII del Reino Unido.
- A Soldier's Reprieve.
- Richard Piggot, the Forger.
- The Troubles of Matthew Mahoney.
- The Pennsylvania Disaster.
- The Sprig of Moss.

### Further Poetic Gems
- To Mr. James Scrymgeour, Dundee.
- The Battle of Bannockburn.
- Edinburgh.
- Glasgow.

Así que deja a la hermosa ciudad de Glasgow florecer,
Y quizás los habitantes siempre encontrarán el alimento para nutrir sus cuerpos.
- The Battle of Flodden Field.
- Greenland's Icy Mountains.
- Tribute to Henry M. Stanley.
- Jottings of New York.
- Beautiful Monikie.
- Death of the Old Mendicant.
- Loch Katrine.
- Forget-me-not.
- The Royal Review.
- The Nithsdale Widow and her Son.
- Jack o' the Cudgel.
- The Battle of Culloden.
- The Battle of Sheriffmuir.
- Execution of James Graham, Marquis of Montrose.
- Baldovan.
- Loch Leven.
- The Castle of Mains.
- Montrose.
- Broughty Ferry.
- Robert Burns.
- Adventures of Robert the Bruce.
- A Tale of the Sea.
- Jottings of London.

Pero durante mi estancia de corta duración, y mientras vagaba por allí,
El Sr. Spurgeon fue el único hombre que escuché hablar buen inglés, aclaró.
- Annie Marshall the Foundling.
- Bill Bowls the Sailor.
- Young Munro the Sailor.
- A Tribute to Mr. Murphy and the Blue Ribbon Army

### Yet Further Poetic Gems
- The Sunderland Calamity.
- Inauguration of the University College, Dundee.
- The Great Franchise Demonstration, Dundee, 20th September 1884.
- Wreck of the Barque "Lynton" While Bound for Aspinall, Having on Board 1000 Tons of Coal.
- The Great Yellow River Inundation in China.
- Death of Fred Marsden, the American Playwright.
- Excursion Steamer Sunk in the Tay.
- Funeral of the Late Ex-Provost Rough, Dundee.
- The Crucifixion of Christ.
- Death and Burial of Lord Tennyson.
- New Year's Resolution to Leave Dundee: declaración publicada de McGonagall con su intento de irse de Dundee en 1893 debido a su tratamiento por la población local:

Cada mañana cuando salgo
Los chusmas ignorantes gritan
"Ahí va el loco McGonagall"
En una nota irónica, tan fuerte como se puede gritar
Y levantan piedras y bolas de nieve, y las lanzan hacia mí;
Y estas acciones son una vergüenza de ser escuchadas en la ciudad de Dundee.
- Beautiful Balmerino.
- Lines in Memoriam regarding the Entertainment I Gave on the 31st March, 1893, in Reform Street Hall, Dundee.
- Lines in Praise of Mr J. Graham Henderson: en alabanza de un sastre local, el cual le dio a McGonagall un traje.
- The Terrific Cyclone of 1893.
- Tribute to Dr. Murison: en alabanza a un doctor local, quien ayudó a McGonagall mientras que él estaba "enfermo con inflamación".

Él me dijo una vez que estaba enfermo
Él dijo que había estado escribiendo mucha poesía,
Y de escribir poesía, tendría que abstenerme,
Porque estaba sufriendo de una inflamación en el cerebro.
- The Kessack Ferry-Boat Fatality.
- Lines in Praise of the Lyric Club Banquet which was held in the Queen's Hotel, Perth, on the Evening of 5th September 1894.
- Lines in Praise of Professor Blackie.
- Funeral of the Late Prince Henry of Battenburg.
- Burning of the People's Variety Theatre, Aberdeen.
- The Storming of Dargai Heights.
- Saving a Train: poema diferente a otro aparecido en Poetic Gems.
- The Battle of Atbara.
- Lines in Reply to the Beautiful Poet who Welcomed News of my Departure from Dundee
- The Battle of Omdurman.
- The Village of Tayport and its Surroundings.
- The Blind Girl.
- Wreck of the Steamer "Mohegan".
- The Hero of Rorke's Drift.

### Last Poetic Gems
- Farewell Address at the Argyle Hall, Tuesday, June 22, 1880.
- The Last Berkshire Eleven: the Heroes of Maiwand.
- The Demon Drink.
- Grif of the Bloody Hand.
- A Summary History of Lord Clive.
- The Battle of the Nile.
- Beautiful Aberfoyle.
- The Convict's Return.
- The Battle of Alexandria, or the Reconquest of Egypt.
- Saved by Music.
- Beautiful Newport on the Braes o' the Silvery Tay.
- The Battle of Corunna.
- A Tale of Christmas Eve.
- The Battle of Gujrat.
- Bill Bowls the Sailor.
- The Battle of the Alma, fought in 1854.
- Beautiful Rothesay.
- The Battle of Inkermann.
- Little Pierre's Song.
- The Capture of Lucknow.
- The Burns Statue.
- The Hero of Kalpore: an Incident of the Indian Mutiny.
- Jack Honest, or the Widow and her Son.
- The Downfall of Delhi.
- The River of Leith.
- The Ashantee War: the Fall of Coomassie.
- The Beautiful City of Perth.
- General Robert in Afghanistan.
- Requisition to the Queen.